# Низяни (станція)
Низя́ни — проміжна залізнична станція 5-го класу Запорізької дирекції Придніпровської залізниці на неелектрифікованій лінії Федорівка — Верхній Токмак II між станцією Верхній Токмак II (12 км) та Стульневе (12 км). Розташована в селищі Чернігівка Бердянського району Запорізької області.

## Історія
Станція відкрита 1932 року. 
З 1 березня 2022 року, через російське вторгнення в Україну, «Укрзалізниця» припинила залізничний рух на тимчасово окупованих територіях Південної України російськими загарбниками. 
17 вересня 2022 року, результаті роботи партизанського спротиву, на станції Низяни зруйновані приймально-відправні колії, робочий колоток, а також пошкоджено 25 шпал та батіг колії, з метою перешкоджання доставці боєприпасів російським окупантам, які регулярно обстрілють українські населені пункти.

## Пасажирське сполучення
З 18 березня 2020 року пасажирське сполучення по станції Низяни припинено на невизначений термін. На станції зупинялися лише приміські поїзди сполучення Мелітополь — Федорівка — Верхній Токмак II.